# Derolus testaceus
Derolus testaceus es una especie de escarabajo longicornio del género Derolus, tribu Cerambycini, subfamilia Cerambycinae. Fue descrita científicamente por Adlbauer en 2009.

## Descripción
Mide 12-14,5 milímetros de longitud.

## Distribución
Se distribuye por Malaui, Mozambique y Zambia.